# آتکارسک
شهر آتکارسک (به روسی: Аткарск) در کشور روسیه و در اوبلاست ساراتوف واقع شده‌است.